# 葉月京

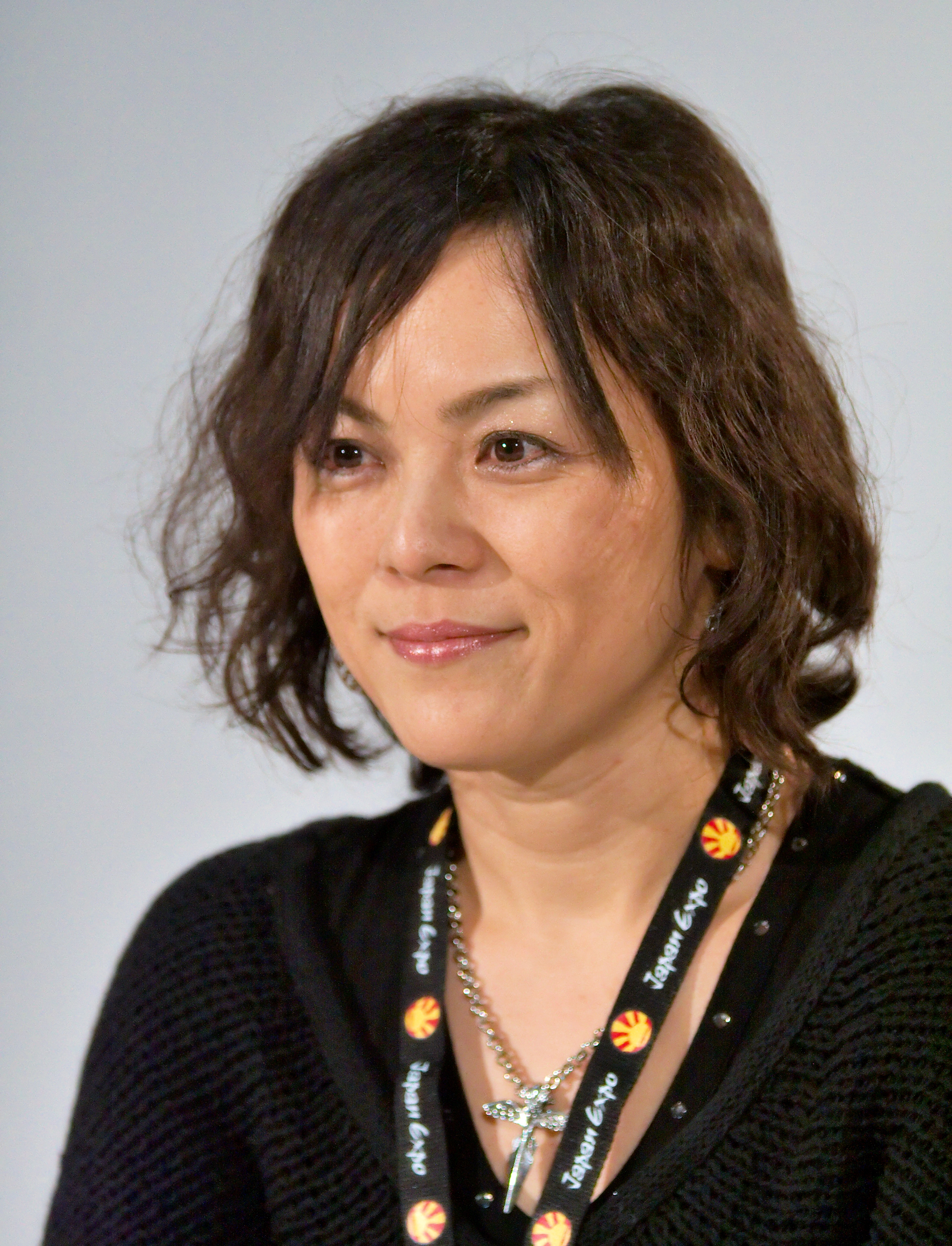
葉月京

葉月 京（はつき きょう、1973年12月6日 - ）は、日本の漫画家、漫画原作者、イラストレーター。女性。大阪府高槻市出身。現在も高槻市に仕事場を構える。血液型はA型。葉月水産代表取締役。
かつては、成人向け雑誌用のペンネームとして百済 内創（くだら ないぞう）、小石川 響（こいしかわ ひびき）も使用していた。

## 来歴
大学中退後、プロのミュージシャンを目指すが開花せず、子供の誕生を機にバンド活動を辞める。育児に専念しつつ絵コンテの仕事を始め、友人の同人誌に寄稿した漫画がきっかけで29歳の時にプロデビュー。成人漫画家として活躍し、数年後にヤングチャンピオンで一般誌に進出する。
異色の経歴を持つ漫画家としても知られ、海女やモデル、トラック運転手、水商売など様々な仕事を経験しており、モデル時代には就職情報雑誌『サリダ』の表紙を飾ったこともある。
作家の竹内義和と共に漫画家ぶっちゃけトークショー「漫力」を立ち上げる。2008年11月に14回目が開催された。
2008年、声優の宇和川恵美と共に「突き指パンダ」を結成。かつての経験を生かし、音楽でも活躍の場を広げる。
2008年秋、JK21の歌う阪神球団承認応援歌「WIN!WIN!タイガース」では、元阪神タイガース投手で俳優の嶋尾康史とデイリースポーツ社公認阪神タイガース応援団長でタレントの松村邦洋と共に「B・B・BOMB!」を結成し、同曲の作詞を手掛けた。
2009年、大阪心斎橋にあるアメリカ村の新感覚の夏祭り「アメリカ村BONダンス」の作詞を手がけた。
2009年秋、頻繁に流れる子供たちの虐待のニュースに心を痛め、自ら発起人となり、親交の厚い漫画家・本そういちと共に、ボランティア活動「Be Smile Project」を立ち上げた。漫画家が中心となって、福本伸行、藤沢とおる、ふなつ一輝、西原理恵子ら、およそ50名の賛同を得て共に活動を行なっていく予定となっている。主な活動は、情緒障害児短期治療施設や児童養護施設を訪問し、子供達と絵を通じての交流と子供虐待の啓蒙活動。
2009年10月31日から11月2日までフランスで行われた「Chibi Japan Expo」にゲストとして出演した。

## 人物
阪神タイガースファン
大の阪神タイガースファンとしても知られ、特に金本知憲監督の大ファン。『月刊タイガース』での特集「Tファン漫画家競演-「2008」私の決算」にも、「葉月京」が尊敬する漫画家高橋留美子と共に、1ページ漫画が掲載されている。
大事なもの
2児のシングルマザー。

## 作風
漫画には美少女達に翻弄される青年を主人公にしたラブコメ作品が多い。また、CGを活用したカラー作画を行っており、「デジ絵の文法 NEW LAYER」（フジテレビ739）でも特集が組まれた。

## 作品リスト

### 漫画

#### 葉月京名義
- 恋愛ジャンキー（1999年 - 2009年、『ヤングチャンピオン』、秋田書店、全26巻）

デビュー作。主人公・榊原栄太郎を中心に展開されるラブコメディ。キャラクターにはA - Zのアルファベットが使用されるというこだわり設定がある。代表作。
- 変わるわよッ☆（2002年 - 2007年、『ヤングコミック』、少年画報社、全3巻）

主人公の三島雪夫が、超売れっ子漫画家・愛夢☆可眠具先生のもと頑張る姿を描くチョイエロギャグ漫画。カラー作品。
- イヌネコ。（2003年 - 2004年、『エース特濃』、角川書店、全1巻）

主人公「寅一」と気まぐれ猫的女子高生「マキノ」と忠実な犬的美人教師「星川先生」を巡るラブコメディー。2009年映画公開。
- Wネーム（2004年 - 2007年、『週刊ヤングジャンプ』、集英社、全6巻）

大阪の大手商社に勤める鵜方利一は、仕事も出来て女性からもモテモテのエリートサラリーマンだが、週末には少女漫画家・花屋敷雲雀としての顔が…。さらに小悪魔的女子高生・蓮と、クールな新入社員・磯辺天姉妹の複雑事情も絡みストーリーが展開されていくラブコメディ。代表作。
- Missウィザード（仮）（2004年 - 2007年、『ヤングガンガン』、スクウェア・エニックス、全3巻）

人間界にやってきた見習い魔女2人組が、男子諸君の夢と希望を叶える、ちょっぴりエッチなラブ・ファンタジー!
「葉月京&エヌ山+TON」名義。
- うっかりマリ子さん（2006年 - 2010年、『スーパージャンプ』、集英社、全1巻）

うっかりなマリコさんが毎回大変なことになるチョイエロギャグ漫画。2007年から不定期に『スーパージャンプ』に袋綴じにて掲載。
2009年10月より『スーパージャンプ』にて連載開始。
- モートリ 妄想の砦（2008年 - 2010年、『週刊ヤングジャンプ』、集英社、全6巻）

主人公・寺ノ内梵は、映画監督を夢見る私立猛酉（モートリ）高等学校の2年生。憧れの校医・三ツ葉冬子と幼馴染の同級生・百瀬小春の奇妙な三角関係に振り回される学園ラブコメディ。
- CROSS and CRIME（2009年 - 2014年、『ヤングチャンピオン』、秋田書店、全12巻）

自身がかつて百済内創名義で描いた『SEX CRIME』のセルフリメイク。三角関係が織り成す二面性を描くラブ・サスペンス。
- たられば（2010年、『ヤングキング』、少年画報社、全1巻）

シリーズ読み切り作品。
- 万引きGメン たつとら!!（2012年・2013年・2014年、シリーズ連載、『月刊ヤングマガジン』、講談社、既刊1巻）[5]

セクシー万引きGメン龍田川虎美（たつたがわとらみ）がスーパーマーケット「あんくる」で繰り広げる万引き撲滅エッチコメディ。
- カタログ☆おねいさん（2010年 - 2011年、『週刊漫画ゴラク』、日本文芸社、全1巻）

「カタログおねいさん」という本を抱きながら眠ると夢の中できれいなおねいさんがお好みのコスチュームを身にまといエッチな願望を叶えてくれるというエロコメディ。
- さどんです（2012年、『週刊ヤングマガジン』、講談社、既刊1巻）

2012年11月26日（月）発売の52号から新連載。GAINAXとのコラボ作品。
- FRIEND OR FOE（2014年 - 2015年、『ハツキス』、講談社、全1巻）

初めて女性誌で連載された1話完結型の作品。
- 純愛ジャンキー（2014年 - 2020年、『ヤングチャンピオン』、秋田書店、全15巻）
- パパと奏でるEVERYDAY（2020年 - 連載中、『コミックシーモア』、ソルマーレ編集部）

2020年2月から配信中。
- 去る者は日々に疎し（2020年 - 連載中、『ヤングチャンピオン』、秋田書店、既刊10巻）

2020年12月8日（火）発売の2021年1号から連載。
- 若気の至りまくり、夏。（2021年 - 連載中、『どこでもヤングチャンピオン』、秋田書店、既刊7巻）

2021年2月23日発売号から連載。

#### 百済内創名義
- BABY POWDER -やわらかい気持ち-（1998年9月初版発行、オークラ出版〈OAK comix〉、ISBN 4-87278-342-5）
- SEX CRIME（晋遊舎〈晋遊舎コミックス〉、全3巻）
  - blue eyesより『ZERO SUM GAME 〜セックスクライム〜』のタイトルで18禁OVA化された。のちに、葉月京名義で『CROSS & CRIME』としてセルフリメイクされた。

  1. 2000年3月発売、ISBN 4-88380-150-0
  2. 2001年1月発売、ISBN 4-88380-193-4
  3. 2002年5月発売、ISBN 4-88380-271-X
- 愛のカタチ（2000年3月初版発行〈2000年2月発売〉、オークラ出版〈OAK comix〉、ISBN 4-87278-529-0）
- 女の子 DE エトセトラ（2000年6月初版発行、コアマガジン〈ホットミルクコミックスエクストラ〉、ISBN 4-87734-348-2）
  - 女の子 DE エトセトラ 新装版（2005年8月20日発売[7]、コアマガジン〈ホットミルクコミックスEX26〉、ISBN 4-87734-878-6）
- クオ バディス（コスミックインターナショナル〈キュンコミックス〉、既刊2巻、未完）
  1. 覚醒 2002年12月発売、ISBN 4-7747-0505-5
  2. 四神 2003年11月発売、ISBN 4-7747-0522-5
- re:KUDARANAIZO!（2004年12月発売、大都社〈ダイトコミックス〉、ISBN 4-88653-837-1）

#### 小石川響名義
- Get Along（1997年12月発売、松文館〈別冊エースファイブコミックス〉、ISBN 4-7901-0284-X）

### 漫画原作
- 板谷さんと牛山さん（2014年2月、折笠りょこ、秋田書店、全1巻）

### 協力
- ランデブー堕ーリン（2017年 - 連載中、折笠りょこ、PsycheLoss）

ネット配信コミック、タイトルは『一夫多妻は禁止です。〜ランデブー堕ーリン〜』

### ゲーム
百済内創名義
- Physical Lesson（原画）
- メイド学園狂騒局（原画）
- Peeping Web（原画）

葉月京名義
- 雀蓮★ゲームパック（携帯アプリ。EZアプリ (BREW) ）

### 小説挿絵
全て百済内創名義。
- フォース! 第4の処女天使（1997年9月、松井淳、フランス書院）
- 禁断の魔淫玉 トレジャーガード沙羅（1998年1月、中笈木六、フランス書院）
- 時計城の淫猟歌 少女探偵の事件簿・さらわれた歌劇団（1999年1月、市川光紀、フランス書院）
- ロンギヌスの槍を追え! 少女探偵の魔淫事件簿（2000年4月、市川光紀、フランス書院）
- 海底戦艦の皇女 少女探偵・魔海事件簿（2001年4月、市川光紀、フランス書院）
- 超能力少女なつみ 未来に願いを（2001年9月、赤木梓、フランス書院）
- 淫獄島の妖蝶 少女怪盗の事件簿（2002年10月、市川光紀、フランス書院）
- Peeping Web（前篇2003年4月、後篇2003年7月、桜川ありす、ケイエスエス）
- プリンセス・ブレイド 凄剣の美少女（2004年4月、星野ぴあす、二見書房）
- Evergreen～ぼくの四姉妹（2004年4月、橘真児、フランス書院）
- うぇるかむ!（雑破業、コアマガジン）

文庫タイトル『エロボン erotic bomb』、文庫挿絵：A10、ケイエスエスノベルズ、全2巻
第1章、第2章『漫画ホットミルク』2001年2月号 - 3月号掲載、第3 - 5章『コミックメガキューブ』2001年vol.03 - 05掲載

### 映画
エッチを狙え!イヌネコ。
『エース特濃』（角川書店）にて連載した「イヌネコ。」を映画化。2009年8月29日に公開。

### イベント
漫力
作家の竹内義和と共に立ち上げたイベント。漫画家ぶっちゃけトークショー。

### テレビ出演
- デジ絵の文法 NEW LAYER（フジテレビ739）

### イラスト
- 大人のデパートm's
- STAR DRIVER 輝きのタクト アンソロジー